# Hwanghae Meridionale
La provincia dello Hwanghae Meridionale (황해남도?, 慈江道?, Hwanghae-namdoLR) è una delle suddivisioni amministrative della Corea del Nord, con capoluogo Haeju.

## Geografia antropica

### Suddivisioni amministrative

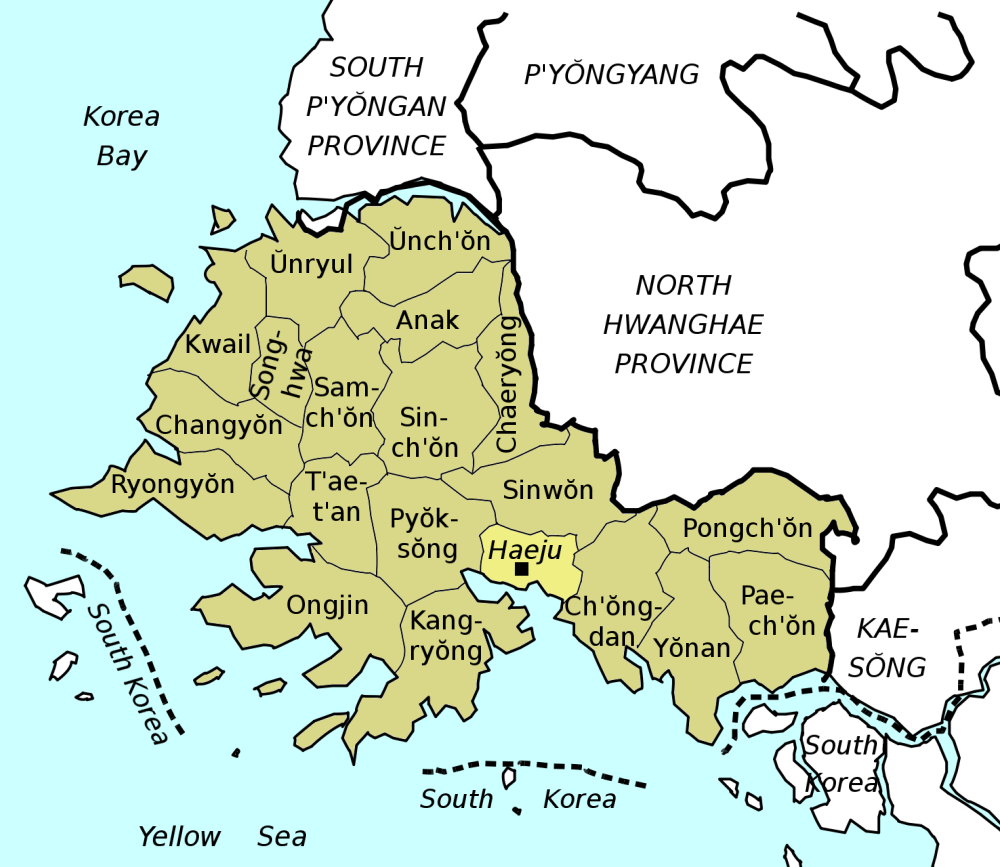

Il Sud Hwanghae è suddiviso in 1 città (si) e 19 contee (gun).

#### Città
- Haeju (capoluogo) (해주시/海|州|市)

#### Contee
| - Contea di Anak (안악군/安\|岳\|郡) - Contea di Chaeryŏng (재령군/載\|寧\|郡) - Contea di Changyŏn (장연군/長\|淵\|郡) - Contea di Chŏngdan (청단군/青\|丹\|郡) - Contea di Kangryŏng (강령군/康\|翎\|郡) - Contea di Kwail (과일군/과일\|郡) - Contea di Ongjin (옹진군/甕\|津\|郡) - Contea di Paechŏn (배천군/白\|川\|郡) - Contea di Pongchŏn (봉천군/峰\|泉\|郡) - Contea di Pyŏksŏng (벽성군/碧\|城\|郡) | - Contea di Ryongyŏn (룡연군/龍\|淵\|郡) - Contea di Samchŏn (삼천군/三\|泉\|郡) - Contea di Sinchŏn (신천군/信\|川\|郡) - Contea di Sinwon (신원군/新\|院\|郡) - Contea di Songhwa (송화군/松\|禾\|郡) - Contea di Taetan (태탄군/苔\|灘\|郡) - Contea di Ŭnryul (은률군/殷\|栗\|郡) - Contea di Ŭnch'ŏn (은천군/銀\|泉\|郡) - Contea di Yŏnan (연안군/延\|安\|郡) |  |